# Széchenyi-kastély (Nagycenk)
A Széchényi család történelemformáló személyiségeinek otthona, a nagycenki Széchenyi-kastély 2016-ban vált nemzeti emlékhellyé.  A kastély már Széchényi Ferenc Somogy vármegye főispánja, királyi főkamarásmester, aranygyapjas lovag, királyi küldött és biztos életében is meghatározó jelentőséggel bírt, ő volt az, aki a család állandó lakhelyévé tette a birtokot. Fia, Széchenyi István politikus, író, polihisztor, közgazdász, a Batthyány-kormány közlekedési minisztere, „a legnagyobb magyar”, Bécsben született a Hofburg szomszédságában álló Wilček-palotában, ahol a család a téli szezonra bérelt lakást, gyermekkorát azonban részben Nagycenken töltötte. Az eredetileg barokk stílusban megépült kastély  többszöri átépítés után, Széchenyi István gróf idején nyerte el ma is látható, az 1980-as években restaurált külső arculatát.

## A kastély építése
A Nógrád vármegyéből származó Széchényi család nevét Szécsény mezővárosról eredezteti. Első kiemelkedő alakja és a családi vagyon megalapozója Széchényi György volt, aki a későn induló papi pályáján futott be hatalmas karriert. Nagycenk zálogjogon jutott a Draskovichoktól Széchényi György kalocsai érsek birtokába, aki a Széchényi család birtokügyeinek intézésével öccsét, Széchényi Lőrincet bízta meg, majd az érsek 1678-ban kelt végrendeletében neki és gyermekeinek engedte át. Lőrinc 1678 januárjában meghalt, míg a zálogoklevél kiállításának dátuma 1678. május 7., így a birtokügyek intézése Lőrinc fiára (II.) Györgyre szállt. 1682-ben Széchényi György érsek zálogba vette Esterházy Páltól a fertőszéplaki kastélyt a hozzá tartozó földekkel és majorokkal együtt, így lett Széplak a Széchényiek lakhelye másfél évszázadon át.  Az érsek végrendelete az ő halála után, 1695-ben lépett életbe.

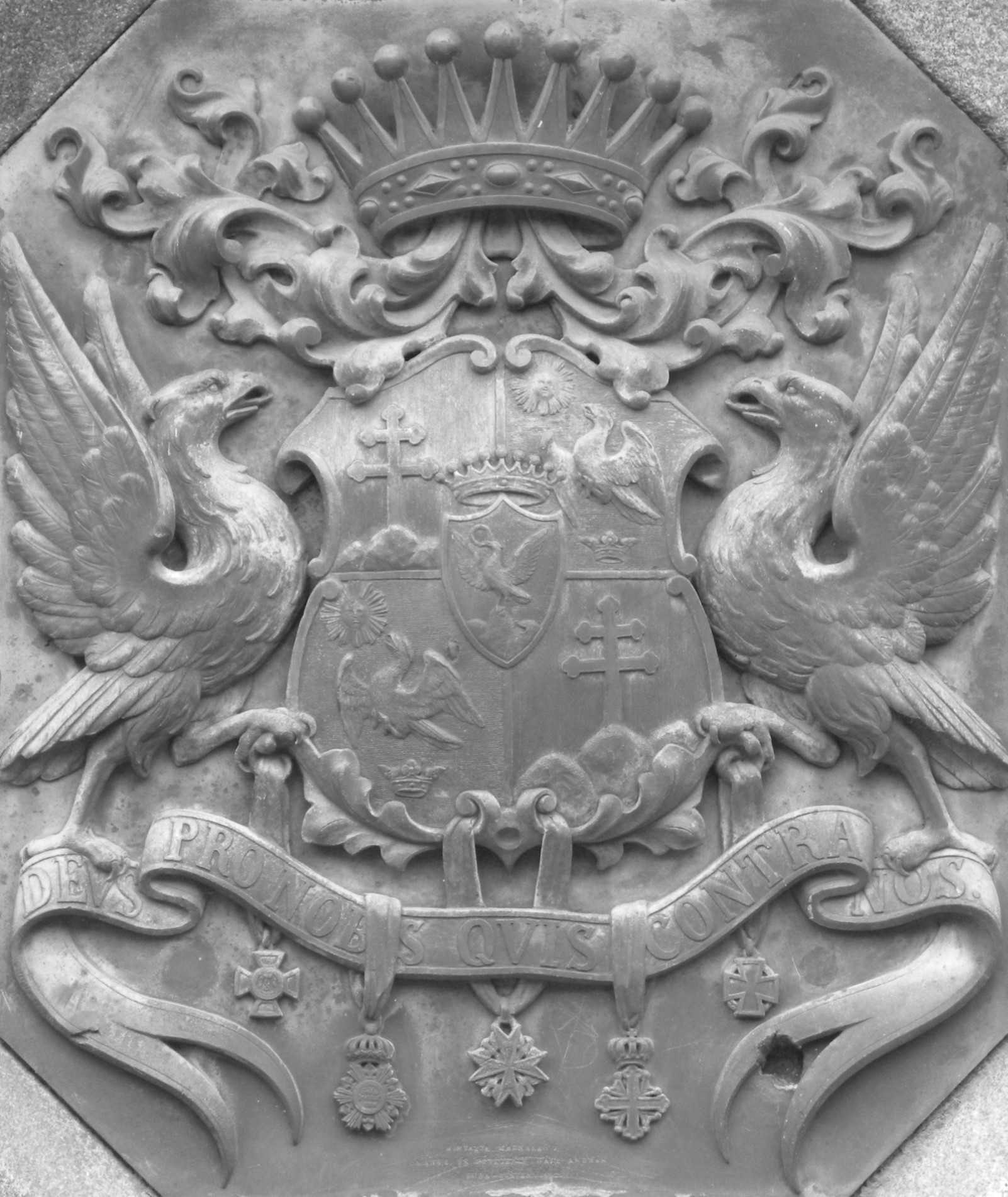
"Deus pro nobis, quis contra nos"
A Széchényiek grófi címere a Széchenyi lánchídon

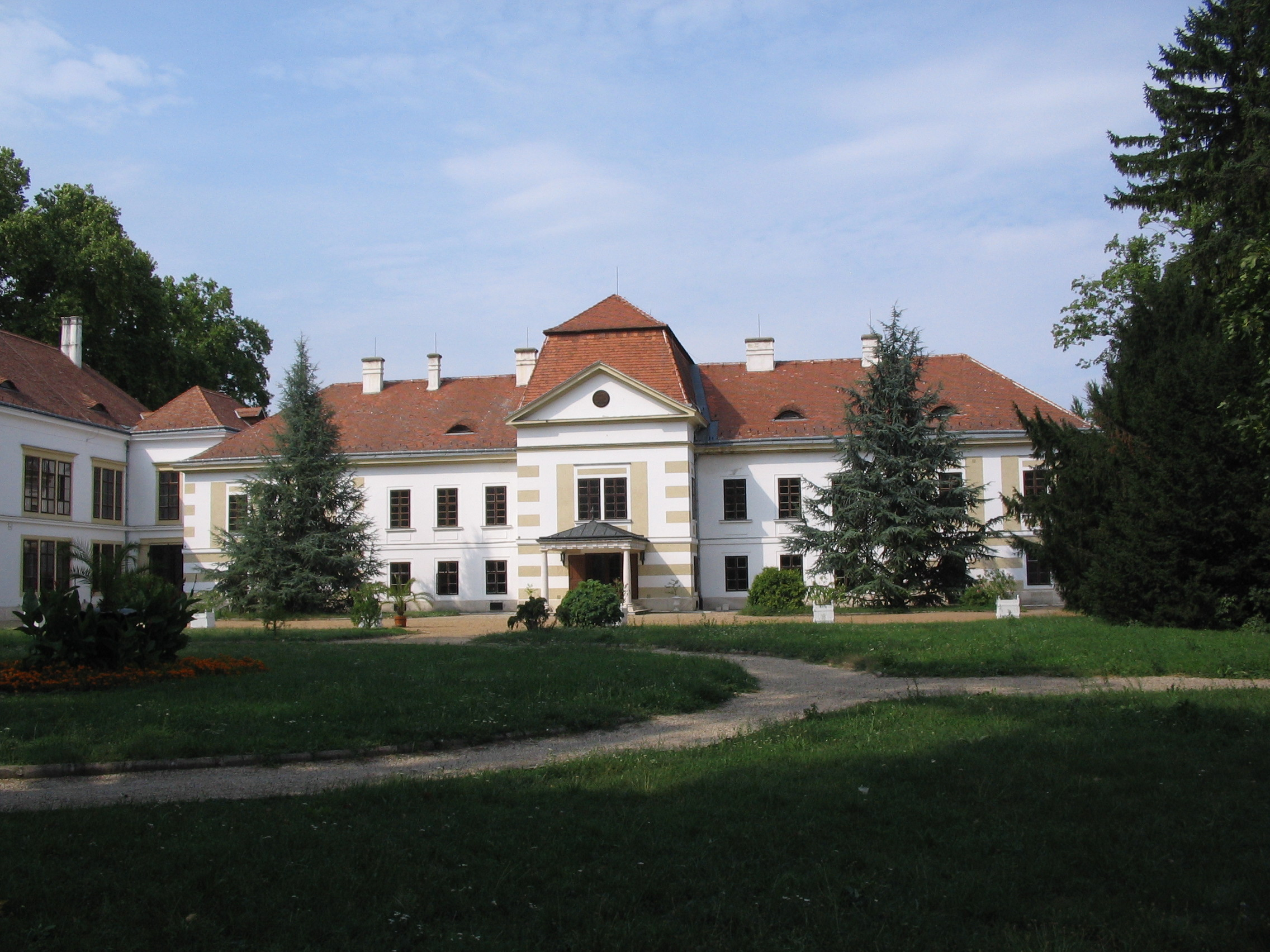
A kastély hátsó bejárata a parkból

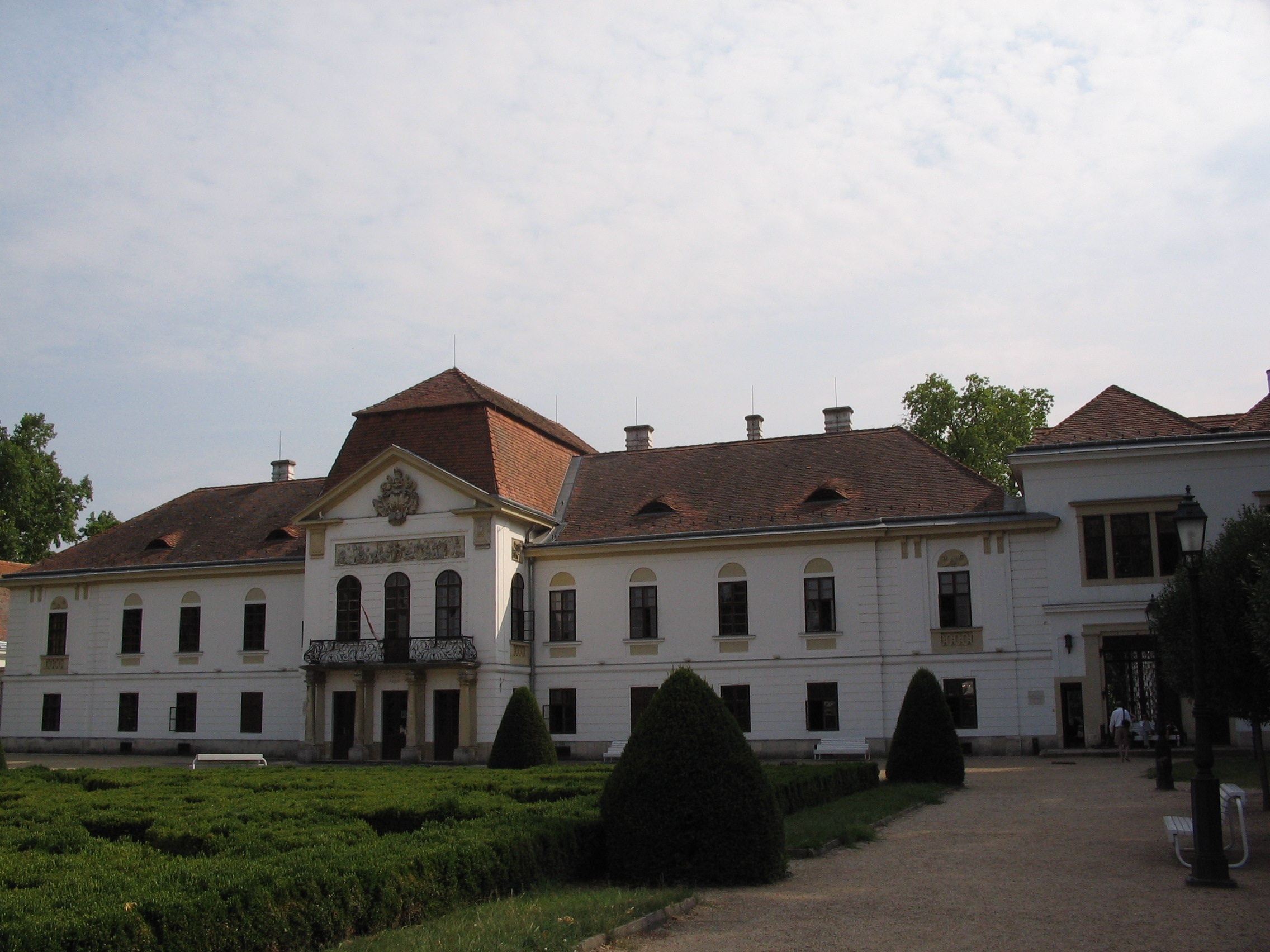
A kastély főbejárata

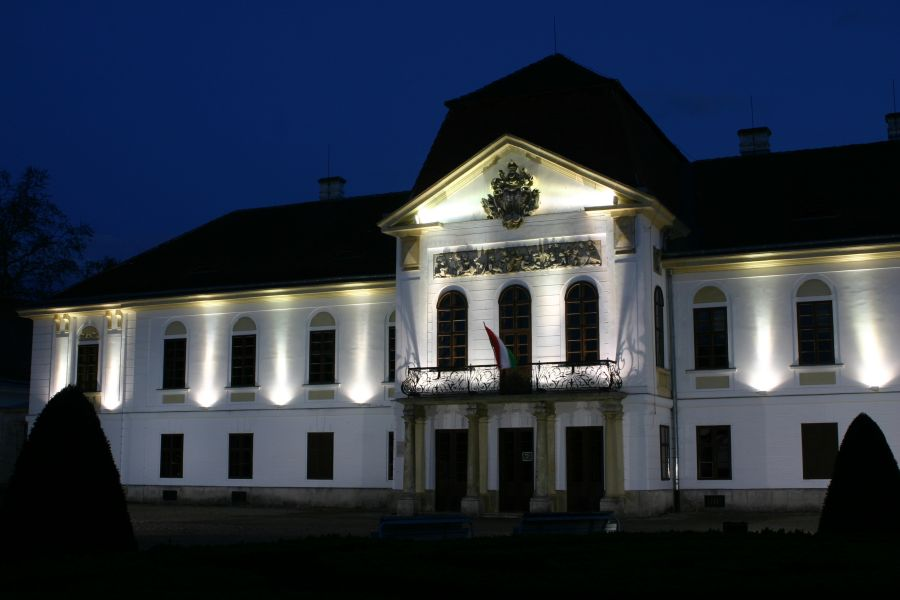
Esti díszkivilágításban

Széchényi Lőrinc fia, Széchényi György  (1656-1732) hadvezér és várkapitány, akit 1697. március 30-án Bécsben kelt oklevéllel I. Lipót magyar király grófi rangra emeltetett saját vitéz tetteiért és érdemeiért, és aki 1711-ben örökjogon megváltotta a birtokot, amelyet az érsek végrendelete értelmében csak a család férfi tagjai örökölhettek. Az uradalom központját 1741 után Széchényi Antal generális helyeztette át az akkori  Kiscenkre, miután a széplaki birtokrészt (II.) György nem tudta örökjogon megváltani és ezért az Esterházyak kezébe került.
Az eredeti terveket Franz Anton Pilgram (1699-1761) Széchényi Antal gróf és felesége, Barkóczy Zsuzsanna megbízásából készítette. A terv azonban nem valósult meg, de irányt szabott az 1750 körül befejeződött építkezésnek. Ekkor készült el a középrizalit oromzatában lévő, nagyméretű Széchényi-Barkóczy egyesített családi címer és a párkányon körbefutó dombormű, rajta az 1750-es évszámmal. Széchényi Antal utóda unokaöccse és mint egyetlen életben maradt férfi családtag örökölt, így a Nemzeti Múzeumot alapító Széchényi Ferenc (1754–1820) lett a kastély tulajdonosa. Ő Festetics Juliannát, a keszthelyi Georgikon alapítójának testvérét vette feleségül. 1783-ban költözött a kastélyba. A generális 1767-ben halt meg, és végrendeletének volt egy kitétele: a cenki birtokrész csak azután lehetett az örökösé, ha az özvegye, Barkóczy Zsuzsanna elhalálozik, vagy újból férjhez megy valakihez. Ez utóbbi nem történt meg, így az özvegy halála (1781) után Széchényi Ferenc beköltözhetett a cenki kastélyba. Értékes műgyűjteményt és könyvtárat hozott létre, hiszen már korábban kezdte ezen tárgyak gyűjtését. Maga a gyűjtemény eredetileg Horpácson volt, és csak amikor Cenkre költözött, akkor hozta magával. A gyűjteményt 1802-ben  felajánlotta a magyar nemzet javára, és ezzel ő lett nemcsak a Magyar Nemzeti Múzeum, de közvetve az Országos Széchényi Könyvtár alapítója is. A gyűjtemény magyar vonatkozású nyomtatványainak, kéziratainak, metszet-, térkép- és éremgyűjteményeinek felajánlásával megalapozta a hazai múzeum és könyvtár ügyet. A gyűjtemény külföldi vonatkozású részét később Sopronban őrizte, amelyet 1818-ban szintén a nemzetnek ajándékozott. 

1791-ben Hefele Menyhérttel terveket készíttetett az épületegyüttes bővítésére. Az építész kétemeletessé változtatta volna a kastélyt, a gróf azonban elállt a nagyszabású és drága tervtől, az átépítéssel pedig Ringer József 1800-ra készült el, amelyben az eredeti tervből csak egyes elemeket használt fel. Széchényi Ferenc 1814-ben  mindhárom fiának egy-egy hitbizományt alapított, Horpács, Iván és Pölöske székhellyel. 
Ámbár ez a Páris, a legszebb és legkellemesb tartózkodási hely, minőt csak a legmerészebb képzelet alkothat magának, – van mégis az emberi szív mélyében valami, mely ellenállhatlanul vonzza őt hazájához, szülővárosához; még az orosz is visszasóvárog az ő havas vidékeire, s ennek sivatagjait nem cserélné fel a Szajnapart enyhe, bájos éghajlatával. Hát még mi, kiknek oly szép hazájok van! Megvallom, úgy örülök reá, mint egy gyermek, hogy ezt az őszt ismét egyszer Czenken fogom vígan, boldogan tölthetni!
Ferenc három fiával osztályos egyezséget kötött, és az 1821. január 13-án megejtett sorshúzás útján döntöttek a három hitbizomány elosztásáról.

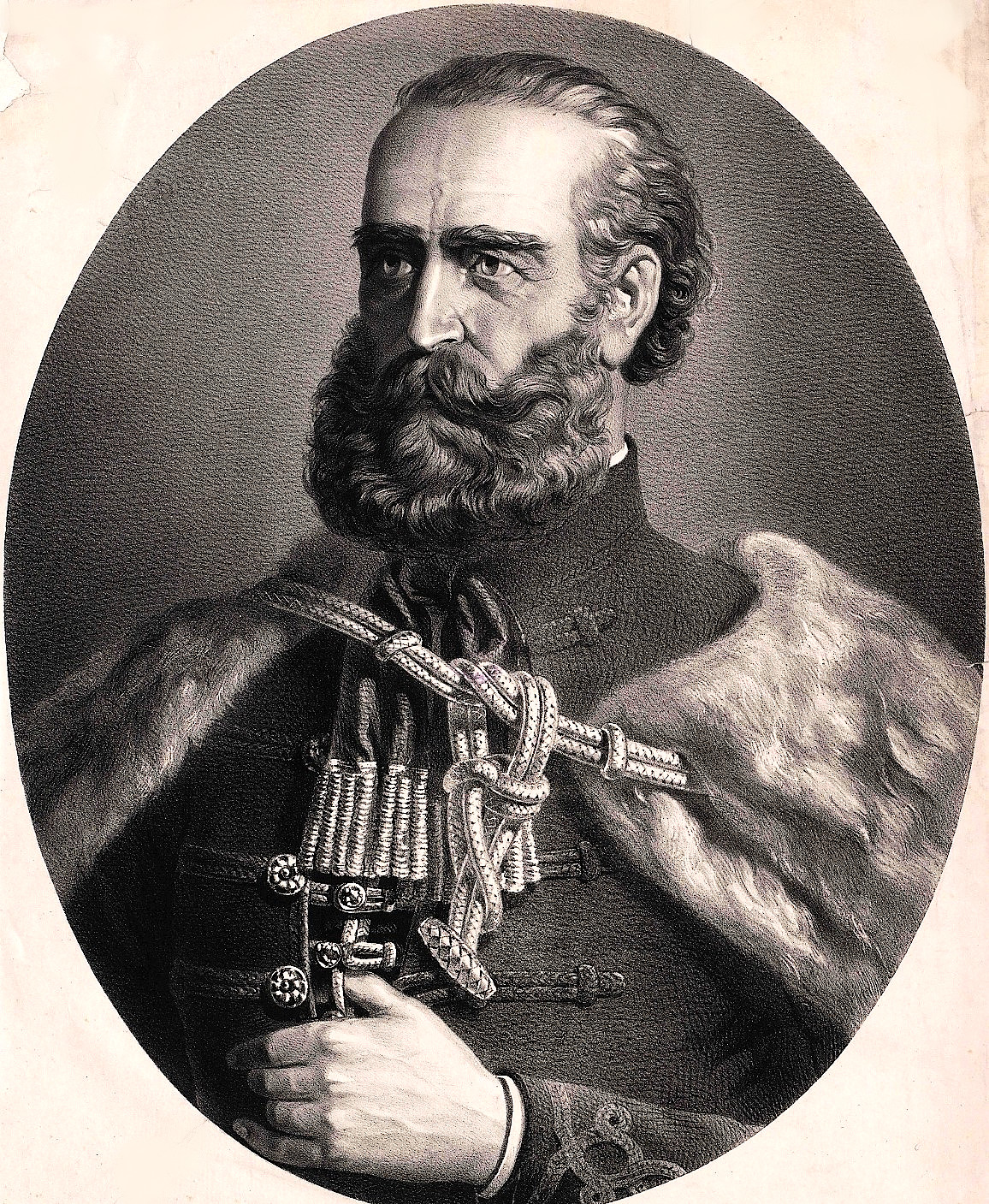
Széchenyi István portréja
„Gróf Széchenyi ujjait a korszak üterére tevé és megértette lüktetését. És azért tartom én a Legnagyobbnak; mert nem ismerek más senkit historiánkban, kiről elmondhatnók, hogy százados hatásra számított lépései sem korán, sem későn nem érkeztek.” – Kossuth Lajos

- Széchényi Lajoshoz került a Nyugat-Somogyban lévő, 15 235 holdas segesdi hitbizomány (Alsó- és Felsősegesd, valamint Felső- és Alsóbogát-puszta).
- Széchényi Pálnak (1789–1871) jutott a Sopron vármegyei, 11 535 holdas iváni hitbizomány (Iván, Újrét, Pusztacsalád, Csér, Nemesládony, Kál, Ság, Hetye, Simaháza, Szopor, Szemere és Csapod).
- Széchenyi Istváné lett a Zala vármegyében fekvő pölöskei hitbizomány 14 300 holdja, valamint a nagykanizsai Fő úton lévő ház és a családi élet központjának számító kiscenki kastély, a cenki uradalom és az ahhoz tartozó hat település.[12]

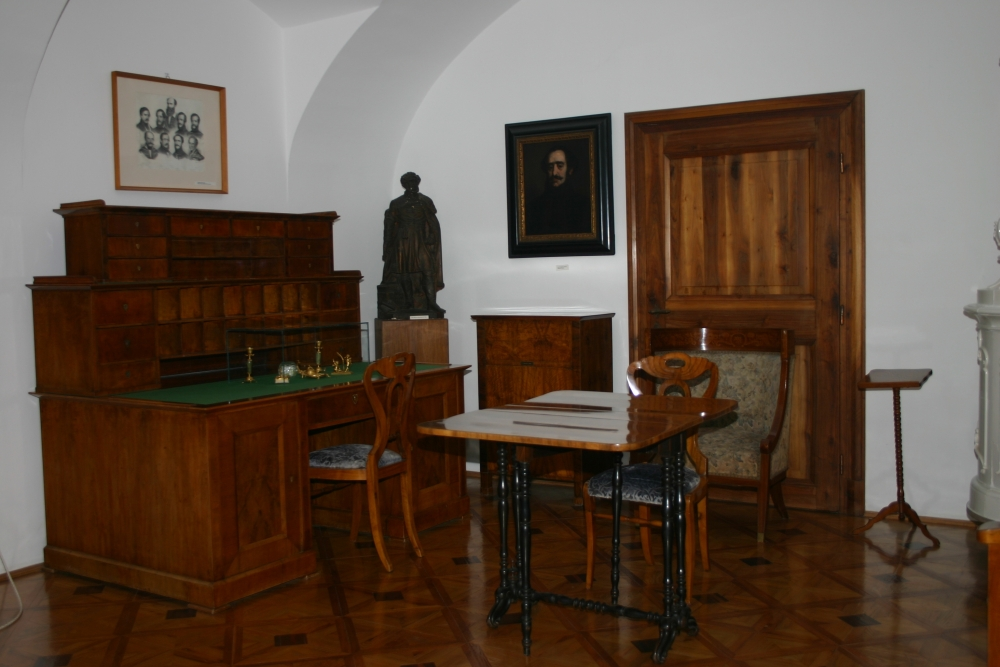
Széchenyi István dolgozószobája a kastélymúzeumban

Széchenyi István 1816-ban a katonáskodás után hazatért, majd miután 1818—19-ben beutazta a keletet, hazaérve megkezdte munkáját a politikai életben és a birtokán. A külföldön szerzett tapasztalatait felhasználva, mintagazdaságot hozott létre az 1820-ban átvett birtokon. A kastély egyes részeit 1834–1840 között Hild Ferdinánd soproni építésszel átépíttette és korszerűsíttette.
A korban még ritka fürdőszobákat és a vízöblítéses vécét őszintén megcsodálta az az országgyűlési követség (Deák Ferenc, Eötvös József, Klauzál Gábor és mások), amely 1840. augusztus 20-án a kastélyban köszöntötte föl neve napján a grófot, aki még Döblingből is adott utasításokat a kastély és a park gondozására. Az épület 1860 (Széchenyi halálának éve) táján nyerte el végleges formáját, amikor fia, Béla befejezte a Virágházat és beépíttette a hátsó traktus rizalitközeit.
A következő birtokos, Széchenyi István gróf és Seilern Crescence fia Széchenyi Béla, az angolparkot fás növényekkel ültette tele négy világrész számos ritka fafajtájával (tulipánfa, vasfa, himalájai és kaukázusi fenyő, kaliforniai mamutfenyő) és értékes dendrológiai kertté formálta. Amikor Széchenyi Béla felesége Erdődy Hanna 1872-ben 26 éves korában meghalt. az volt a kívánsága, hogy a híres kettős hársfasor, az 1754-ben Széchenyi Antal és felesége Barkóczy Zsuzsanna által ültetett fasor végében temessék el. Ekkor férje, az ázsiai körútjáról hozott 34 kaukázusi fenyő magvait ültette el a síremlék körül. A park Széchenyi Béla halála után hanyatlásnak indult.
A kastély az 1944. december 6-i angol légitámadás során a parkba hullott bombák miatt az épület légnyomásos sérüléseket szenvedett, aminek során ablakok törtek ki és cserepek estek le a tetőről, amit azonnal kijavítottak. A vallás és közoktatási miniszter megbízásából műemléki szakemberek látogatták körbe az országot. Az ő jegyzőkönyvükből tudjuk, hogy 1945 június-júliusában az itt üdülők a kastélyból mindent kidobtak és elégettek. A műemléki bizottság augusztus 5-én járt a helyszínen, jelentésükben azt írták, ha hat héttel korábban érkeznek, minden megmenthető lett volna. Ezután kerül a kastély olyan állapotba, hogy az 1950-es évek második felére szinte már csak a falak álltak. A felújítás első üteme az évtized végén kezdődött, s 1961-re tető került az épületre. A felújítás első üteme 1973-ra fejeződött be. Szeptember 21-én nyílt meg a Széchenyi István Emlékmúzeum első kiállítása a főépületben. Ezt további felújítások követték: 1976-ban, 1985-ben, majd 1988-ra fejeződött be a teljes épületegyüttes felújítása.

## Látnivalók
- A kastélyt 1969–73 között állították helyre, és 1973-ban megnyitották benne a Széchenyi István Emlékmúzeumot. A kiállítást dr. Környei Attila, a múzeum első igazgatója tervezte meg. Az épületegyüttes egy részében, a keleti oldalon a méntelep (1976, ma már nem ez a funkciója), a nyugati épületrészt lezáró, úgynevezett „Vörös kastélyban” a Kastély Szálló (szálloda, étterem, kávézó) kapott helyet.

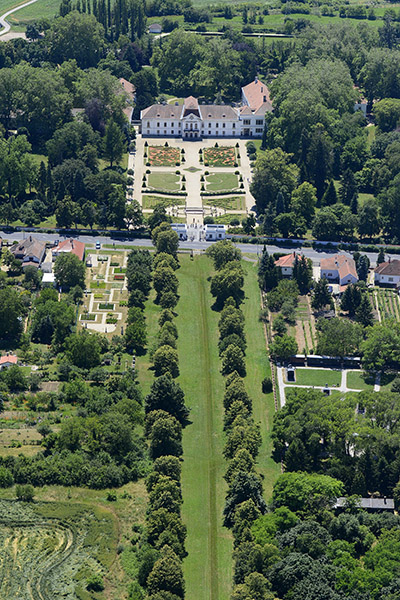
A kastély hímzéses parterje, virágokkal beültetett része, angolkertje és az 1754-ben ültetett védett hársfasor

Az épület középrizalit oromzatán egy nagy restaurált Széchenyi-Barkóczy egyesített családi címer látható. A bejárati ajtók mögött a „sala terrena”, a fogadóterem helyezkedik el. Az emlékmúzeum két részből áll: a földszint összenyíló teremszobáiban korabeli enteriőrök között a Széchényi család történetét és Széchenyi István életét mutatják be számos érdekességgel. Az emeleten „a legnagyobb magyar” munkásságához kötődő gazdasági kiállítások kaptak helyet, egy terem kivételével modern berendezéssel.
A kiállításhoz kapcsolódik a Széchényi család mauzóleuma, a magyarság zarándokhelye a nagycenki temetőben. A kastélymúzeum idegenvezetés nélkül látogatható. A termekben fotójegy ellenében bárki szabadon fotózhat, videózhat.
- Széchenyi Béla munkálkodásának eredményeképpen a kastély parkjában négy világrész számos ritka fafajtáját találhatjuk meg: van itt egyebek közt tulipánfa, vasfa, himalájai fenyő és kaukázusi jegenyefenyő, óriás mamutfenyő stb. Különösen szépek a másfélszáz éves platánfák. A főbejárat elől induló 2,5 kilométer hosszú, védett hársfasort még Széchenyi Antal gróf felesége Barkóczy Zsuzsanna ültetette 1754-ben.[18]
- A kastély előtti, Ferenc által megszüntetett barokk franciakert, a hímzéses partert 1973-ban kezdték helyreállítani, hogy az 1750-es évek kompozícióit[19] hozzák itt újra létre.
- A kastélytól nem messze találjuk az 1969–72-ben épített, Fertőboz és Nagycenk között közlekedő Széchenyi István Múzeumvasút nagycenki végállomását.[20]
- A magyarok zarándokhelye, a Széchényi család mauzóleuma

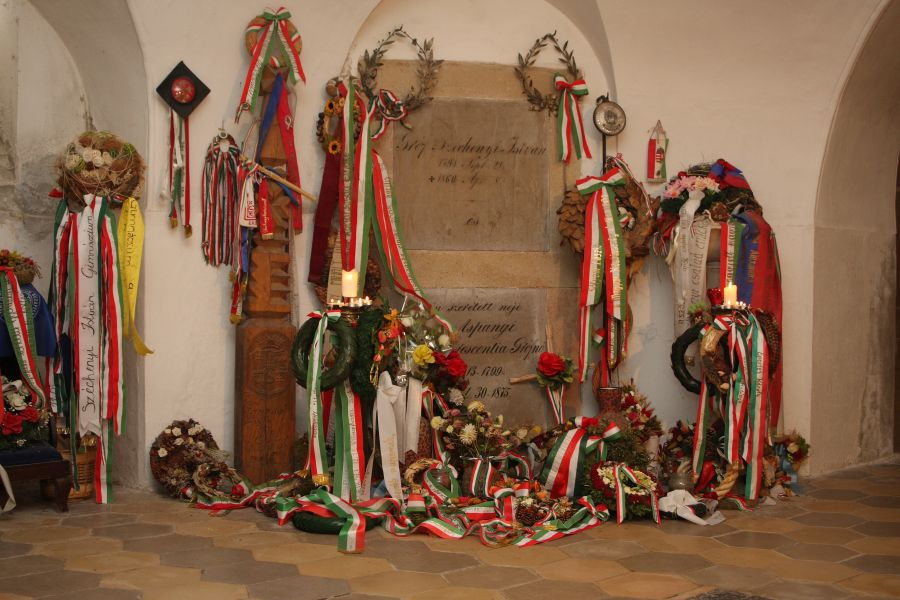
Széchenyi István végső nyughelye Nagycenken, a családi sírboltban

A mai nagycenki temető területének nagyobbik részét 1778-ban özvegy Széchényi Antalné, Barkóczy Zsuzsanna adományozta a községek lakói számára. Még ebben az évben felszentelésre került az akkori temető közepén álló temetőkápolna az özvegy jóvoltából. Az ovális alaprajzú temetőkápolnát a birtokok örököse, Széchényi Ferenc Ringer József soproni építész tervei alapján 1806–1819 között kibővíttette egy családi temetkezési hellyel, mauzóleummal és a kápolna elé egy klasszicista stílusú előcsarnokot emeltetett. 
A sírbolt kialakításakor az ovális kápolna alatti térben négy sírhely készült. Itt nyugszik „a legnagyobb magyar”, Széchenyi István és felesége, Gróf Seilern-Aspang Crescence is. Az előcsarnok alatt húzódó keresztalakú térben, annak hosszanti szárában 42 sírhely került kialakításra. Itt temették újra 1811-ben az 1710-ben elhunyt Széchényi Pál kalocsai érseket, akinek mumifikálódott holttestét ma üvegkoporsóban láthatjuk. 
A temető 1910 óta a Széchényi család nemzetségi temetője; számos Széchényi sír mellett sok szép 19. századi sírkő is található, amelyek a Széchényi család mellett a két Cenk lakóinak életébe is bepillantást engednek.